# Jean-Pierre Tokoto
Jean-Pierre Tokoto est un footballeur camerounais né le 26 janvier 1948 à Douala. Il évoluait au poste de milieu de terrain.

## Biographie
Il a un petit-fils nommé également Jean-Pierre Tokoto qui est joueur professionnel de basket-ball.

## Carrière
- 1962-1968 :  Oryx Douala
- 1968-1969 :  Olympique de Marseille
- 1969-1970 :  RFC Paris-Neuilly
- 1970-1971 :  Racing Paris-Joinville
- 1971-1972 :  Olympique de Marseille
- 1972-1975 :  Girondins de Bordeaux
- 1975-1977 :  Paris SG
- 1977-1978 :  Girondins de Bordeaux
- 1978-1980 :  AS Béziers
- 1980-1981 :  New England Tea Men[2]

## Palmarès
- Champion du Cameroun en 1963, 1964, 1965 et 1967 avec l'Oryx Douala
- Vainqueur de la Coupe du Cameroun 1968 avec l'Oryx Douala
- Champion de France en 1972 avec l'Olympique de Marseille

- Vainqueur du Challenge des champions en 1971 avec l'Olympique de Marseille.

- vainqueur de la coupe de France en 1969 et 1972 avec l'olympique de Marseille.